# Igreja Metodista Unida
A Igreja Metodista Unida - IMU - (em inglês United Methodist Church, geralmente abreviada como UMC) é a denominação metodista em todo o mundo. A denominação foi constituída em 1968, pela fusão das anteriores Igreja Metodistas (EUA) e Igreja Evangélica Irmãos Unidos. É a segunda maior denominação protestante dos Estados Unidos.

## História
No século XIX, seu principal predecessor, a Igreja Metodista Episcopal, era um líder no evangelismo americano. A denominação atual foi fundada em 1968 em Dallas, Texas, pela união da Igreja Metodista (EUA) e a Igreja Evangélica dos Irmãos Unidos. A IMU tem suas raízes no movimento de reavivamento de John e Charles Wesley na Inglaterra, bem como no Great Awakening nos Estados Unidos. Como tal, a orientação teológica da igreja é decididamente wesleyana. Ela abrange elementos litúrgicos e evangélicos.
A Igreja Metodista Unida tem uma política conexional, uma característica típica de várias denominações metodistas. Está organizado em conferências. O nível mais alto é chamado de Conferência Geral e é a única organização que pode falar oficialmente pela IMU. A igreja é membro do Conselho Mundial de Igrejas , do Conselho Metodista Mundial e de outras associações religiosas. 

## Estatísticas
| Ano  | Membros nos EUA | Membros em outros países | Total de membros |
| ---- | --------------- | ------------------------ | ---------------- |
| 2016 | 6.932.339       | 5.624.875                | 12.557.214       |
| 2017 | 6.806.334       | 6.471.921                | 13.278.255       |
| 2018 | 6.671.825       | 6.471.921                | 13.143.746       |
| 2019 | 6.268.310       | 6.451.240                | 12.719.550       |
| 2022 | 5.424.175       | 4.560.882                | 9.984.925        |
| 2023 | 4.526.440       | 4.560.882                | 9.087.322        |

Em 1967, a denominação declarou ter 11.026.976 membros, em 41.993 igrejas nos Estados Unidos. Desde então, sofreu declínio constante no país, chegando à 7.853.987 membros, em 34.136 igrejas, em 2007.
Em 2016, a denominação declarou ter 12.557.214 membros (6.932.339 membros nos Estados Unidos e 5.624.875 em outros países).
Em 2017, a IMU estimou ter o rol de 13.278.255 membros (6.806.334 nos Estados Unidos e 6.471.921 em outros países), sendo a maior denominação dentro do movimento metodista mais amplo de aproximadamente 39.745.196 de pessoas em todo o mundo. Em 2015, o Pew Research Center estimou que 3,6% da população dos EUA, ou 9 milhões de aderentes adultos, se identificam com a Igreja Metodista Unida, revelando um número muito maior de adeptos do que os membros registados.
Em 2018, mundialmente, teria 13.143.746 membros (6.671.825 nos Estados Unidos e 6.471.921 em outros países).
Em 2019, a denominação relatou ter 12.719.550 membros em todo o mundo.
Em 2021, teria 5.714.815 membros nos Estados Unidos.
Em 2022, a denominação declarou ter 9.984.925 membros (5.424.175 nos Estados Unidos e 4.560.882 em outros países).
Em 2023, a denominação relatou ter 4.526.440 membros nos Estados Unidos (cerca de 900 mil membros a menos que em 2022). Neste ano, cerca de 5.800 igrejas, com cerca de 400.000 membros, se separaram da IMU no país, em razão da sua permissão para celebração de casamento entre pessoas do mesmo sexo.
Em 2024, a Igreja Metodista Unida de Costa do Marfim, uma conferencia da IMU com cerca de 1 milhão de membros, se separou da denominação pelo mesmo motivo.

## Cisma
Em Fevereiro de 2019, delegados de vários países votaram 438 a 384 para manter as regras tradicionais da Igreja sobre o casamento, proibindo assim uma alteração que permite o casamento entre pessoas do mesmo sexo. 
Em janeiro de 2020, após vários debates, os líderes denominacionais divulgaram uma proposta destinada a dividir a Igreja, ajudando a fundar uma nova denominação conservadora para igrejas que não apoiavam o casamento entre pessoas do mesmo sexo. 
Em novembro de 2020, algumas igrejas liberais que não desejavam esperar pela próxima Conferência Geral fundaram a Conexão Metodista de Libertação. 
Em 2022, devido à pandemia de COVID-19, foi anunciada a Conferência Geral para o lançamento da denominação conservadora para 2024.  As igrejas conservadoras não quiseram esperar por esta data e fundaram a Igreja Metodista Global em maio de 2022. 
Em dezembro de 2023, 7.659 igrejas americanas haviam deixado a confissão desde esses eventos, o que corresponde a 1 em cada 4 igrejas desde o início do procedimento. 
Em 1 de maio de 2024, após a saída da maioria dos membros conservadores, a denominação reverteu suas decisões anteriores, passando a permitir o casamento entre pessoas do mesmo sexo.